# 荣军街道
荣军街道，是中华人民共和国广西壮族自治区柳州市鱼峰区下辖的一个乡镇级行政单位。

## 行政区划
荣军街道下辖以下地区：
鸣翠社区、宝山社区、景中苑社区、荣新社区、荣盛社区、岩村社区、屏山新村社区、茅山社区、和华社区、乘龙社区、白云小区社区、长虹世纪社区、银柳社区和驾鹤村。